# Sant Adrià de Besòs
Sant Adrià de Besòs est une commune espagnole de Catalogne, située dans la province de Barcelone et la comarque du Barcelonès.

## Géographie
La commune est située dans l'aire métropolitaine de Barcelone, bordée par la mer Méditerranée à l'est et limitrophe des communes de Badalone et Santa Coloma de Gramenet au nord et de Barcelone au sud et à l'ouest. Elle est arrosée par le Besòs en limite de Barcelone.

### Quartiers
La Mina (Barcelone) (es), est un quartier défavorisé et dangereux situé dans la municipalité de Sant Adrià de Besòs

## Transports
La ville est connectée au réseau du métro de Barcelone depuis 1985, au niveau de la station Verneda de la ligne 2.

## Personnalités liées à la commune
- Carme Claramunt (1897-1939), fusillée par les nationalistes à l'âge de 41 ans au Camp de la Bota[2];
- Salva García (1961), joueur de football, né dans la ville;
- Esmeralda Berbel (1961-) écrivaine, passe une partie de son enfance dans le restaurant familial situé dans la ville[3]

- Miquel Mir (1956-), joueur de football, né dans la ville;.

## Jumelage
- Saint-Chamond (France)

## Architecture
- Centrale thermique de Badalone-Sant Adrià (Les Tres Xemeneies de Sant Adrià[4])